# Разорванное пространство (роман)
Разорванное пространство (англ. The Last Emperox) — научно-фантастический роман в жанре космической оперы американского писателя Джона Скальци. Книга была опубликована издательством Tor Books 14 апреля 2020 года. Audible выпустила аудиоверсию книги, озвученную Уилом Уитоном. Это последний том в трилогии «Взаимозависимость» и продолжение романа «Всепоглощающий огонь». «Разорванное пространство» открылся на 6-м месте в списке бестселлеров The New York Times для объединенных печатных и электронных книг и на 14-м месте в списке бестселлеров USA Today.

## Сюжет
С распространением новостей о прогнозируемом полном крахе отмелей Потока, соединяющих звёздные системы Взаимозависимости, и неизбежном последующем падении империи, система Взаимозависимости Край стала критически важной, поскольку единственная, где есть планета, способная поддерживать жизнь вне закрытой среды обитания. Опозоренный Дом Нохамапитан взял под контроль Край и заблокировал его единственный оставшийся входящую отмель Потока, чтобы максимизировать власть и прибыль для своего Дома и предотвратить неустойчивый приток миллиардов беженцев на планету.
Вернувшись в систему планет Ядро, Имперо Грейленд II консультируется со своей Комнатой Памяти — записанными мыслями и эмоциональными состояниями каждого предыдущего имперо — в поисках маловероятного решения для спасения всего населения Взаимозависимости. Она планирует прорвать блокаду Нохамапитан в Крае с помощью прогнозируемой новой «эфемерной» отмели Потока в систему Край. Тем временем Марс Клермонт, научный консультант и будущий тайный муж Грейленд, обнаруживает возможный новый метод управления эфемерными потоками Потока, который может позволить транспортировать целые среды обитания в систему End, тем самым предотвращая перегрузку самой планеты.
Тем временем Кива Лагос — назначенный имперо администратор Дома Нохамапетан — обнаруживает и предупреждает Грейленд, что Надаше Нохамапетан и собственный Дом Грейленда Ву замышляют свергнуть Грейленд и реализовать план по сохранению Благородных Домов за счёт населения в целом. Грейленд и Кива разрабатывают контрзаговор, чтобы проникнуть в ряды заговорщиков, но Надаше, которая привлекла множество сочувствующих Благородных Домов, чтобы помочь её заговору и поддержать её как следующего Имперо, похищает Киву и держит в заложниках. Грейленд обнаруживает, что её Комната памяти на самом деле является единственным всё ещё живым сознанием первой Имперо – Рашели I. Грейленд заручается её помощью в подавлении переворота и спасении людей Взаимозависимости, но в конечном итоге погибает при покушении, организованном Надаше.
Кива сбегает от своих похитителей и возвращается в Ядро, где она находит Надаше, занимающую императорский дворец. Киву заключают в тюрьму, пока Надаше ждёт длительных приготовлений к своей коронации. Когда наступает день коронации, церемонию прерывает «призрак» Грейленд, которая сохранила своё сознание так же, как и Рахела с её помощью. Грейленд, чьё сознание способно жить за пределами Комнаты памяти и широко внедрилось в системы связи и управления Взаимозависимости, организует удаленный побег Кивы из тюрьмы, предоставляет записанные доказательства заговора с целью переворота и сообщает, что она тайно назвала Киву своим преемником императорского трона до своего убийства. Грейленд в одностороннем порядке прекращает регулируемые монополии Благородных Домов, раскрывает их торговые секреты, чтобы помочь системам, которые вскоре будут изолированы, распускает Дом Нохамапетан и раскрывает долгосрочный план по спасению людей из разрозненных систем Взаимозависимости на протяжении многих десятилетий и столетий с помощью эфемерного Потока.
Блокада в Крае прорвана с помощью кодов допуска, перехваченных Грейленд. Кива обязуется остаться с людьми Ядра после краха Потока. Марс решает исследовать системы старой Земли с помощью недавно обнаруженного эфемерной отмели Потока. В наказание, придуманное Грейлендом как ироничное «дающее Надаше то, что она хочет», Надаше заключена в тюрьму на неопределенный срок на Крае вместе со своей матерью и братом Грени.

## Приём
Обозрение Publishers Weekly очень позитивный и говорит, что «Скальци выбивает из колеи, представляя крепко спланированное, глубоко удовлетворяющее завершение своей космической оперной трилогии «Взаимозависимость»».
В 2020 году Скальци получил премию Dragon Award за лучший научно-фантастический роман за роман «Разорванное пространство».

## Начало серии
- Крушение империи (англ. The Collapsing Empire).
- Всепоглощающий огонь (англ. The Consuming Fire).

## Издание
- «Разорванное пространство» (англ. The Last Emperox) (апрель 2020, Tor Books, ISBN 978-0-7653-8916-9)